# 柳平千代一
柳平 千代一（やなぎだいら ちよかず、1953年（昭和28年）6月11日 - ）は、日本の政治家。元長野県茅野市長（3期）、元長野県議会議員（1期）。

## 来歴
長野県茅野市出身。1972年（昭和47年）3月、諏訪清陵高等学校卒業。1976年（昭和51年）3月、慶應義塾大学経済学部卒業。同年、茅野市に戻り総合食品会社の経営に当たる。
2003年（平成3年）4月の長野県議会議員選挙に無所属で出馬し初当選。
2007年（平成19年）4月22日に行われた茅野市長選挙に出馬。日本共産党推薦の牛山晴一との一騎討ちを制し初当選を果たした（柳平：16,577票、牛山：12,674票）。投票率は67.50％だった。4月30日、市長就任。
2011年（平成23年）、再選。2015年（平成27年）、3選。